# Městský obvod
Městský obvod je v některých městech označení pro část města na určité úrovni členění.

## Česko

### Obvody v Praze
V hlavním městě Praze původně jednotkami členění byly jednotlivé části města, očíslované v tom pořadí, v jakém byly k městu připojovány. Teprve po vytvoření Velké Prahy v roce 1922 byly nově připojená části seskupeny do 19 obvodů, které byly označeny římskými čísly obdobně, jak dosud byly označovány jednotlivé části města. Při reorganizaci v roce 1947 byly tento systém a toto rozdělení v podstatě zachovány, pouze z obvodu XIII byl vyčleněn nový obvod XX, a přitom byla poprvé narušena skladebnost územního členění, protože Záběhlice byly rozděleny do dvou obvodů. V roce 1949 následovala důkladná reogranizace, v jejímž rámci byla Praha nově rozdělena do 16 obvodů číslovaných arabskými číslicemi, přičemž zejména v centrální části města byla skladebnost vůči katastrálně-evidenčním částem města výrazně porušena. V roce 1960 pak bylo zákonem o územním členění státu zavedeno nové členění, počet obvodů byl redukován na 10 a tyto obvody se staly obdobou mimopražských okresů. Toto členění zůstalo zachováno i při redefinici obvodů v roce 2020 zákonem o územně-správním členění státu a jeho prováděcí vyhláškou.
Po vzniku samosprávných městských částí v roce 1990 vzniklo 10 z 57 městských částí transformací z původních obvodů a jejich úřadů, zatímco většina zbývajících městských částí z obcí připojených v letech 1968 a 1974 a jejich místních národních výborů. Rozšířené přenesené působnosti státní správy, které původně mělo jen 10 obvodních úřadů, bylo postupně přenášeno na úřady některých dalších městských částí, až v roce 2002 byla reforma završena tím, že počet takto pověřených městských částí dosáhl 22 a jejich správní obvody rozšířené přenesené působnosti se tak de facto stalo novými městskými obvody pro účely veřejné správy. Tento vývoj reflektoval i zákon o základních registrech, který tyto správní obvody zařadil pod názvem „správní obvody hlavního města Prahy“ mezi základní územní prvky v registru územní identifikace, zatímco původní obvody nazývá „obvody v hlavním městě Praze“.

### Městské obvody
Podle zákonů o obcích z roku 1990 a 2000 je městský obvod samosprávná část statutárního města v České republice – od městské části se liší pouze označením. Na městské obvody se člení města Ostrava, Plzeň, Ústí nad Labem a Pardubice, v Liberci mají status městského obvodu pouze Vratislavice nad Nisou.

## Městské obvody v Československu
Městské obvody existovaly v několika československých městech (Praha, Bratislava, Brno, Košice, Ostrava, Plzeň) už před rokem 1990. Spravovaly je obvodní národní výbory (ONV či ObNV), v jejich čele stáli předsedové. Působnost státní správy tehdy nebyla rozlišena od místní samosprávy.
V Bratislavě a v Košicích byly obvody uvnitř města při reformě v roce 1997 přejmenovány na okresy, v obou městech jsou rozlišovány římskými čísly (5 obvodů v Bratislavě a 4 v Košicích). Slovo „obvod“ bylo naopak v letech 2004–2013 používáno zpravidla pro seskupení několika okresů, protože byly zrušeny okresní úřady a nahrazeny obvodními úřady, kterých byl nižší počet. V Bratislavě získaly obvody de facto postavení okresů již v roce 1968, kdy Bratislava získala speciální status hlavního města Slovenska a ztratila status okresu. V Bratislavě má tento termín tradici, protože již v letech 1930–1945 se 9 jednotek vnitřního členění města, číslovaných římskými čísly, nazývalo okresy. Pro 5 jednotek členění města v letech 1848–1930 se používaly primárně německé a maďarské názvy, ty byly překládány jako okresy i jako obvody – tyto jednotky nebyly číslované, ale pojmenované.

## Městské obvody v dalších státech
Rovněž velká města v jiných státech se zpravidla pro účely správy rozdělují do menších celků nebo zahrnují územní jednotky s vlastní samosprávou. Jejich názvy i jejich právní postavení se mohou různě lišit, například pokud město není ve stejném právním režimu jako obce, mohou části města být v postavení obcí. Rovněž rozlišení samostatné a přenesené působnosti v některých právních systémech neexistuje, stejně jako de facto neexistovalo v Československu před rokem 1990, kdy i právní subjektivita obcí byla nejistá či neexistovala.
Jako obvody, okresy, okrsky a podobně se obvykle označuje takové členění města, kdy jsou původní sídelní celky tvořící město nějak seskupovány po větším počtu, popřípadě na jejich hranice není brán zřetel. Pro původní přirozené urbanistické celky, i pokud jsou celky správními, se spíše používají termíny analogické českému výrazu městská část. Ale například slovo „distrikt“ (resp. jeho analogie v příslušných jazycích) bývá v překladech používáno v obou významech. Používají se též výrazy obdobné českému „čtvrť“ (quartale), které má kořeny ve středověkém městském právu, podle kterého byla města pro účely správy členěna na čtyři části.
Slovo „obvod“ se v českých překladech zpravidla používá například pro označení těchto jednotek členění:
- Londýnské městské obvody – části Londýna
- Pařížské městské obvody – části Paříže
- městské obvody v Číně byly původně také jednotky vnitřního členění měst, ale postupně stejný status dostávaly i dosavadní okresy či městské okresy, tedy často i města či městečka obklopená venkovskou krajinou, tedy charakterem bližší okresům